# 摯國
摯國，先秦小型方国，任姓，在今河南省平舆县古槐镇西塔寺。
夏朝时，奚仲被封在薛地。商朝初年，奚仲后代仲虺为商汤的右相。商王武丁继位后，在傅说和祖己的辅佐下，“武丁中兴”。“祖己七世孙成，徙国于挚，更号挚国”。商朝末年，挚国国君次女太任嫁给季历为妻，生周文王。西周建立之后，周文王第十子冉季载的封到沈国，挚国并入了沈国版图。挚国都城位于今河南省平舆县古槐镇西塔寺。汉朝时有挚亭。1979年，考古人员发现了商代挚国古城遗址。